# Quận Crawford, Iowa
Quận Crawford là một quận thuộc tiểu bang Iowa, Hoa Kỳ. Quận lỵ đóng ở Denison.6. Quận được đặt tên theo William Harris Crawford, thượng nghị sĩ từ Georgia và Bộ trưởng Ngân khố Hoa Kỳ. Dân số theo điều tra năm 2010 của Cục điều tra dân số Hoa Kỳ là 16.942 người.

## Địa lý
Theo Cục điều tra dân số Hoa Kỳ, quận này có diện tích 1852 km2, trong đó có 2 km2 là diện tích mặt nước.